# Zsófia brabanti hercegné
Zsófia brabanti hercegné (Marburg, 1224. március 20. – Marburg, 1275. május 29.) IV. Lajos türingiai tartománygróf és Árpád-házi Szent Erzsébet második gyermeke.

## Élete
II. Henrik brabanti herceg felesége lett, házasságukból két gyermek született:
- Erzsébet (1243–1261),[2][3] 1254-ben feleségül ment I. Alberthez, Braunschweig hercegéhez (1236–1279)
- Henrik (1244–1308),[3] anyja révén 1264 után Hessen ura, majd Türingia tartományi grófja.